# 第93回都市対抗野球大会予選
第93回都市対抗野球大会予選は、第93回都市対抗野球大会に出場するチームを決定する予選の結果である。コールドゲーム、延長戦のイニングは記載しない。

## 北海道地区

### 1次予選
- 1回戦

WEEDしらおい　6-1　帯広倶楽部
北海ブルーウェーブ　12-1 オール苫小牧
小樽野球協会　16-3　函館太洋倶楽部
札幌ブルーインズ　7-0　伊達聖ヶ丘病院
旭川グレートベアーズ　22-0　ブレーブくしろ
札幌ホーネッツ　5-2　ウイン北広島
- 2回戦

WEEDしらおい　5-2　札幌倶楽部
小樽野球協会　11-4　北海ブルーウェーブ
札幌ブルーインズ　5-2　旭川グレートベアーズ
札幌ホーネッツ　7-0　TRANSYS
- 3回戦

北海道ガス　10-0　WEEDしらおい
JR北海道硬式野球クラブ　4-0　小樽野球協会
日本製鉄室蘭シャークス　15-0　札幌ブルーインズ
航空自衛隊千歳　5-3　札幌ホーネッツ
- 2次予選進出決定戦（第1代表、第2代表）

JR北海道硬式野球クラブ　2-1　北海道ガス
日本製鉄室蘭シャークス　9-4　航空自衛隊千歳
- 2次予選進出決定戦（第3代表）

北海道ガス　6-3　航空自衛隊千歳
- 敗者復活1回戦

WEEDしらおい　4-0　小樽野球協会
札幌ホーネッツ　8-1　札幌ブルーインズ
- 敗者復活2回戦

WEEDしらおい　5-3　札幌ホーネッツ
- 2次予選進出決定戦（第4代表）

航空自衛隊千歳　10-2　WEEDしらおい
JR北海道硬式野球クラブ、日本製鉄室蘭シャークス、 北海道ガス、航空自衛隊千歳が2次予選へ進出

### 2次予選
- 代表決定リーグ戦

北海道ガス　13-5　航空自衛隊千歳
日本製鉄室蘭シャークス　3-2　JR北海道硬式野球クラブ
JR北海道硬式野球クラブ　7-2　航空自衛隊千歳
北海道ガス　8-4　日本製鉄室蘭シャークス
日本製鉄室蘭シャークス　7-0　航空自衛隊千歳
北海道ガス　4-3　JR北海道硬式野球クラブ
北海道ガスが本大会へ進出

## 東北地区

### 青森県1次予選
- 1回戦

キングブリザード　3-1　自衛隊青森
弘前アレッズ　5-3　全弘前倶楽部
- 代表決定戦

弘前アレッズ　15-1　キングブリザード
弘前アレッズが東北2次予選へ進出

### 岩手県1次予選
- 1回戦

矢巾硬式クラブ　7-2　遠野クラブ
- 2回戦

矢巾硬式クラブ　10-0　滝沢スイカーズ
盛岡球友倶楽部　6-5　北上REDS
盛友クラブ　3-2　赤崎野球クラブ
一関ベースボールクラブ　16-15　住田硬式野球クラブ
オール江刺　28-0　花巻硬友倶楽部
久慈クラブ　8-5　一戸桜陵クラブ
オール不来方　9-1　高田クラブ
釜石野球団　24-3　宮古倶楽部
- 3回戦

矢巾硬式クラブ　8-3　盛岡球友倶楽部
盛友クラブ　9-8　一関ベースボールクラブ
オール江刺　10-0　久慈クラブ
釜石野球団　7-0　オール不来方
- 4回戦

JR盛岡　9-2　矢巾硬式クラブ
水沢駒形野球倶楽部　30-0　盛友クラブ
MKSI BC　8-5　オール江刺
トヨタ自動車東日本　22-0　釜石野球団
- 準決勝（代表決定戦）

水沢駒形野球倶楽部　7-6　JR盛岡
トヨタ自動車東日本　9-2　MKSI BC
- 第3代表決定戦

JR盛岡　8-1　MKSI BC
- 決勝

トヨタ自動車東日本　6-1　水沢駒形野球倶楽部
トヨタ自動車東日本、水沢駒形野球倶楽部、JR盛岡が東北2次予選へ進出

### 秋田県1次予選
- 1回戦

由利本荘ベースボールクラブ　10-9　ゴールデンリバース
能代松陵クラブ　9-8　秋田ベースボールクラブ
- 2回戦

JR秋田　12-0　由利本荘ベースボールクラブ
大曲ベースボールクラブ　18-3　互代設備ダイヤモンドクラブ
秋田王冠クラブ　5-4　秋田GLANZ
TDK　23-0　能代松陵クラブ
- 準決勝（代表決定戦）

JR秋田　5-1　大曲ベースボールクラブ
TDK　15-1　秋田王冠クラブ
- 決勝

TDK　7-0　JR秋田
TDK、JR秋田が東北2次予選へ進出

### 宮城県1次予選
- 1回戦

大崎トリプルクラウン　6-0　ハクサンクラブ
HOKUTO Baseball Club　12-2　石巻日和倶楽部
- 2回戦

東北マークス　11-0　大崎トリプルクラウン
JR東日本東北　13-0　TFUクラブ
日本製紙石巻　10-0　HOKUTO Baseball Club
七十七銀行　24-0　青葉クラブ
- 準決勝（代表決定戦）

JR東日本東北　7-0　東北マークス
日本製紙石巻　6-3　七十七銀行
- 第3代表決定戦

七十七銀行　6-3　東北マークス
- 決勝

JR東日本東北　3-2　日本製紙石巻
JR東日本東北、日本製紙石巻、七十七銀行が東北2次予選へ進出

### 山形県1次予選
- 1回戦

片山商会BC　8-0　鶴岡野球クラブ
きらやか銀行　16-0　新庄球友クラブ
- 代表決定戦

きらやか銀行　14-0　片山商会BC
きらやか銀行が東北2次予選へ進出

### 福島県1次予選
- 1回戦

小峰クラブ　5-4　川俣クラブ
泉崎ノイジーズ　3-2　いわた菊田クラブ
全白河野球クラブ　19-2　保原クラブ
福島硬友クラブ　2-0　郡山ベースボールクラブ
ALL北嶺　17-5　須賀川クラブ
- 2回戦

オールいわきクラブ　7-6　小峰クラブ
泉崎ノイジーズ　13-12　全白河野球クラブ
福島硬友クラブ　5-3　郡山イーストジャパンクラブ
エフコムベースボールクラブ　14-0　ALL北嶺
- 準決勝（代表決定戦）

オールいわきクラブ　25-2　泉崎ノイジーズ
エフコムベースボールクラブ　15-7　福島硬友クラブ
- 決勝

エフコムベースボールクラブ　11-1　オールいわきクラブ
エフコムベースボールクラブ、オールいわきクラブが東北2次予選へ進出

### 東北2次予選
- 1回戦

七十七銀行　10-0　エフコムベースボール
日本製紙石巻　8-1　JR秋田
水沢駒形野球倶楽部　4-3　弘前アレッズ
JR盛岡　11-1　オールいわきクラブ
- 2回戦

七十七銀行　8-0　きらやか銀行
日本製紙石巻　5-2　トヨタ自動車東日本
JR東日本東北　12-0　水沢駒形野球倶楽部
TDK　11-2　JR盛岡
- 準決勝

日本製紙石巻　5-4　七十七銀行
TDK　7-6　JR東日本東北
- 第1代表決定戦

TDK　3-2　日本製紙石巻
- 敗者復活1回戦

水沢駒形野球倶楽部 12-1 エフコムベースボールクラブ
JR盛岡 6-2 JR秋田
きらやか銀行 10-0 弘前アレッズ
トヨタ自動車東日本 13-1 オールいわきクラブ
- 敗者復活2回戦

水沢駒形野球倶楽部 8-7 JR盛岡
きらやか銀行 7-0 トヨタ自動車東日本
- 敗者復活3回戦

七十七銀行 11-0 水沢駒形野球倶楽部
JR東日本東北 4-3 きらやか銀行
- 敗者復活4回戦

JR東日本東北 13-3 七十七銀行
- 第2代表決定戦

JR東日本東北 4-0 日本製紙石巻
TDK、JR東日本東北が本大会へ進出

## 北信越地区

### 長野県1次予選
- 1回戦

佐久コスモスターズ硬式野球クラブ　2-1　上田硬式野球倶楽部
千曲川硬式野球クラブ　10-1　長野好球倶楽部
- 準決勝（代表決定戦）

信越硬式野球クラブ　21-1　佐久コスモスターズ硬式野球クラブ
千曲川硬式野球クラブ　4-0　FedEx
- 第3代表決定戦

FedEx　8-3　佐久コスモスターズ硬式野球クラブ
- 決勝

千曲川硬式野球クラブ　6-5　信越硬式野球クラブ
千曲川硬式野球クラブ、信越硬式野球クラブ、FedExが北信越2次予選へ進出

### 新潟県1次予選
- 1回戦

JR新潟　6-1　オール飯豊
新潟コンマーシャル倶楽部　6-3　佐渡軍団
バイタルネット　12-0　五泉クラブ
- リーグ戦

新潟コンマーシャル倶楽部　5-4　JR新潟
バイタルネット　17-1　JR新潟
バイタルネット　9-5　新潟コンマーシャル倶楽部
バイタルネット、新潟コンマーシャル倶楽部が北信越2次予選へ進出

### 富山・石川・福井1次予選
- 1回戦

富山ベースボールクラブ　2-1　Hard Ball Club 金沢
- 準決勝（代表決定戦）

IMF BANDITS富山　21-1　富山ベースボールクラブ
伏木海陸運送　4-0　ロキテクノ富山
- 第3代表決定戦

ロキテクノ富山　8-3　富山ベースボールクラブ
- 決勝

伏木海陸運送　6-5　IMF BANDITS富山
伏木海陸運送、IMF BANDITS富山、ロキテクノ富山が北信越2次予選へ進出

### 北信越2次予選
- 1回戦

ロキテクノ富山　6-3　バイタルネット
伏木海陸運送　6-4　IMF BANDITS富山
千曲川硬式野球クラブ　11-7　FedEx
信越硬式野球クラブ　8-1　新潟コンマーシャル倶楽部
- 準決勝

ロキテクノ富山　3-2　伏木海陸運送
千曲川硬式野球クラブ　18-7　信越硬式野球クラブ
- 代表決定戦

ロキテクノ富山　8-0　千曲川硬式野球クラブ
ロキテクノ富山が本大会へ進出

## 北関東地区

### 茨城県1次予選
- 1回戦

アゲインベースボールクラブ　8-1　全水戸野球クラブ
大宮クラブ　9-4　全神栖硬式野球クラブ
茨城トヨペット　2-0　茨城ゴールデンゴールズ
全鹿嶋野球クラブ　4-1　オール日立ドリームズ
鹿島レインボーズ　6-5　Tsukuba Club
- 2回戦

茨城日産　12-0　アゲインベースボールクラブ
JR水戸　4-2　大宮クラブ
茨城トヨペット　7-0　全鹿嶋野球クラブ
鹿島レインボーズ　4-2　日本ウェルネススポーツ大学
- 3回戦（代表決定戦）

茨城日産　7-0　JR水戸
茨城トヨペット　7-0　鹿島レインボーズ
- 準決勝

日立製作所　6-0　茨城トヨペット
日本製鉄鹿島　8-2　茨城日産
- 決勝

日本製鉄鹿島　4-2　日立製作所
日本製鉄鹿島、日立製作所、茨城日産、茨城トヨペットが北関東2次予選へ進出

### 栃木県1次予選
- 1回戦

鹿沼39　5-0　宇都宮大学OB野球クラブ
- 2回戦

エイジェック　13-0　鹿沼39
コットンウェイ硬式野球倶楽部　5-1　TSK宇都宮
全足利クラブ　11-4　宇工OBクラブ
全栃木野球クラブ　4-2　全那北硬式野球クラブ
- 準決勝（代表決定戦）

エイジェック　12-0　コットンウェイ硬式野球倶楽部
全足利クラブ　10-0　全栃木野球クラブ
- 決勝

エイジェック　4-0　全足利クラブ
エイジェック、全足利クラブが北関東2次予選へ進出

### 群馬県1次予選
- 1回戦

オール高崎野球倶楽部　2-1　太田球友硬式野球倶楽部
伊勢崎硬建クラブ　4-3　太田暁工業硬式野球クラブ
- 準決勝（代表決定戦）

オール高崎野球倶楽部　6-4　伊勢崎硬建クラブ
- 決勝

SUBARU　6-1　オール高崎野球倶楽部
SUBARU、オール高崎野球倶楽部が北関東2次予選へ進出

### 北関東2次予選
- 1回戦

SUBARU　3-2　茨城トヨペット
日立製作所　2-1　全足利クラブ
エイジェック　7-5　茨城日産
日本製鉄鹿島　26-1　オール高崎野球倶楽部
- 準決勝

日立製作所　6-0　SUBARU
日本製鉄鹿島　10-7　エイジェック
- 第1代表決定戦

日立製作所　1-0　日本製鉄鹿島
- 敗者復活1回戦

全足利クラブ　3-2　茨城トヨペット
茨城日産　6-0　オール高崎野球倶楽部
- 敗者復活2回戦

エイジェック　11-0　全足利クラブ
SUBARU　3-1　茨城日産
- 敗者復活3回戦

SUBARU　8-2　エイジェック
- 第2代表決定戦

日本製鉄鹿島　7-6　SUBARU
日立製作所、日本製鉄鹿島が本大会へ進出

## 南関東地区

### 埼玉県1次予選
- 1回戦

全大宮野球団　12-9　新波
一球幸魂倶楽部　4-2　新座ダイヤモンドドッグス
全浦和野球団　12-0　WARRIORS 41
熊谷ZEROベースボールクラブ　12-4　川口ゴールデンドリームス
所沢グリーンベースボールクラブ　6-2　レジェンズ
- 2回戦

SUNホールディングス　4-1　全大宮野球団
一球幸魂倶楽部　6-2　都幾川倶楽部野球団
全浦和野球団　9-0　熊谷ZEROベースボールクラブ
所沢グリーンベースボールクラブ　6-0　全三郷硬式野球部
- 3回戦（クラブ代表決定戦）

SUNホールディングス　6-1　一球幸魂倶楽部
所沢グリーンベースボールクラブ　16-0　全浦和野球団
- クラブ決勝

所沢グリーンベースボールクラブ　8-1　SUNホールディングス
- 準決勝（代表決定戦）

テイ・エス テック　9-1　SUNホールディングス
オールフロンティア　9-0　所沢グリーンベースボールクラブ
- 決勝

テイ・エス テック　3-1　オールフロンティア
- 代表順位決定トーナメント

Honda　5-1　オールフロンティア
日本通運　14-0　テイ・エス テック
- 第3、第4代表決定戦

テイ・エス テック　6-3　オールフロンティア
- 第1、第2代表決定戦

日本通運　12-4　Honda
日本通運、Honda、テイ・エス テック、オールフロンティアが南関東2次予選へ進出

### 千葉県1次予選
- クラブ1回戦

ハナマウイ　10-0　JFFS千葉
千葉熱血MAKING　不戦勝　oceans
サウザンリーフ市原　8-7　BIG WINGS印西
ヌーベルベースボールクラブ　3-1　YBC柏
- クラブ準決勝（クラブ代表決定戦）

ハナマウイ　8-1　千葉熱血MAKING
ヌーベルベースボールクラブ　3-2　サウザンリーフ市原
- クラブ3位決定戦

サウザンリーフ市原　9-7　千葉熱血MAKING
- クラブ決勝

ハナマウイ　9-0　ヌーベルベースボールクラブ
- 1回戦

ハナマウイ　8-0　サウザンリーフ市原
JR千葉　13-3　ヌーベルベースボールクラブ
- 準決勝（代表決定戦）

日本製鉄かずさマジック　8-3　ハナマウイ
JFE東日本　10-1　JR千葉
- 決勝

JFE東日本　6-1　日本製鉄かずさマジック
- 敗者復活代表決定戦

JR千葉　5-1　サウザンリーフ市原
ハナマウイ　4-3　ヌーベルベースボールクラブ
- 敗者復活代表順位決定戦

ハナマウイ　3-2　JR千葉
JFE東日本、日本製鉄かずさマジック、ハナマウイ、JR千葉が南関東2次予選へ進出

### 南関東2次予選
- 1回戦

日本通運　27-0　JR千葉
日本製鉄かずさマジック　4-0　テイ・エス テック
Honda　12-1　ハナマウイ
JFE東日本　8-1　オールフロンティア
- 準決勝

日本通運　4-0　日本製鉄かずさマジック
Honda　4-1　JFE東日本
- 第1代表決定戦

Honda　4-2　日本通運
- 敗者復活1回戦

テイ・エス テック　8-2　JR千葉
ハナマウイ　5-4　オールフロンティア
- 敗者復活2回戦

テイ・エス テック　8-4　JFE東日本
日本製鉄かずさマジック　7-2　ハナマウイ
- 敗者復活3回戦

日本製鉄かずさマジック　11-7　テイ・エス テック
- 第2代表決定戦

日本通運　1-0　日本製鉄かずさマジック
- 第3代表決定戦

日本製鉄かずさマジック　7-6　テイ・エス テック
Honda、日本通運、日本製鉄かずさマジックが本大会へ進出

## 東京地区
東京ガスは推薦（前回大会優勝）により予選免除

### 1次予選
- 1回戦

日本ウェルネススポーツ大学東京　14-3　武蔵野クラブ
エスプライド　13-3　東京弥生クラブ
警視庁野球部　4-3　東京好球倶楽部
TOKYO METS　4-0　西多摩倶楽部
ゴールドジムベースボールクラブ　8-1　Hogrel baseball club
REVENGE99　13-6　東京LBC
全府中野球倶楽部　7-6　全調布硬式野球倶楽部
JR東日本　15-0　Nbuy
- 2回戦

日本ウェルネススポーツ大学東京　6-5　エスプライド
TOKYO METS　10-7　大宮クラブ
REVENGE99　4-3　ゴールドジムベースボールクラブ
JR東日本　9-2　全府中野球倶楽部
- 3回戦（代表決定戦）

TOKYO METS　13-0　日本ウェルネススポーツ大学東京
JR東日本　9-1　REVENGE99
- 第3代表決定戦

REVENGE99　12-4　日本ウェルネススポーツ大学東京
TOKYO METS、JR東日本、REVENGE99が2次予選へ進出

### 2次予選
- 第1代表決定トーナメント1回戦

NTT東日本 5-0 REVENGE99
鷺宮製作所 5-2 JPアセット証券
セガサミー 2-1 TOKYO METS
JR東日本 6-1 明治安田生命
- 第1代表決定トーナメント準決勝

鷺宮製作所 9-4 NTT東日本
セガサミー 5-4 JR東日本
- 第1代表決定戦

鷺宮製作所 6-1 セガサミー
（敗者復活戦）
- 第2代表決定トーナメント1回戦

JPアセット証券 7-1 REVENGE99（敗退）
明治安田生命 6-4 TOKYO METS（敗退）
- 第2代表決定トーナメント2回戦

JR東日本 5-1 JPアセット証券
NTT東日本 4-2 明治安田生命
- 第2代表決定トーナメント3回戦

NTT東日本 4-1 JR東日本
- 第2代表決定戦

NTT東日本 6-4 セガサミー
- 第3代表決定戦

JR東日本 1-0 セガサミー
（敗者再復活戦）
- 第4代表決定トーナメント1回戦

明治安田生命 3-2 JPアセット証券
- 第4代表決定戦

セガサミー 6-0 明治安田生命
鷺宮製作所、NTT東日本、JR東日本、セガサミーが本大会へ進出

## 西関東地区

### 神奈川県1次予選
- 1回戦

WIEN BASEBALL CLUB　6-1　相模原クラブ
横浜球友クラブ　11-7　京浜野球倶楽部
茅ヶ崎サザンカイツ　16-5　湘南ひらつかマルユウベースボールクラブ
横浜ベイブルース　12-2　国際総合伊勢原クラブ
- 2回戦

ジェイファム　8-1　WIEN BASEBALL CLUB
横浜球友クラブ　5-1　横浜中央クラブ
全川崎クラブ　3-1　茅ヶ崎サザンカイツ
横浜ベイブルース　2-1　横浜金港クラブ
- 準決勝

ジェイファム　11-1　横浜球友クラブ
全川崎クラブ　6-4　横浜ベイブルース
- 代表決定戦

ジェイファム　6-4　全川崎クラブ
ジェイファム、全川崎クラブ、横浜球友クラブ、横浜ベイブルースが西関東2次予選へ進出

### 山梨県1次予選
- 1回戦

南アルプス硬式野球クラブ　18-7　桂クラブ
甲斐府中クラブ　11-4　Arts International Club
GOOD・JOB　9-0　TUKUMO BC
- 準決勝（代表決定戦）

山梨球友クラブ　6-5　南アルプス硬式野球クラブ
GOOD・JOB　11-4　甲斐府中クラブ
- 決勝

山梨球友クラブ　8-1　GOOD・JOB
山梨球友クラブ、GOOD・JOBが西関東2次予選へ進出

### 西関東2次予選
- 1回戦

ジェイファム　不戦勝　GOOD・JOB
山梨球友クラブ 11-9 横浜ベイブルース
横浜球友クラブ 6-2 全川崎クラブ
- 2回戦

東芝 11-0 ジェイファム
ENEOS 14-0 山梨球友クラブ
三菱重工East 22-0 横浜球友クラブ
- 代表決定リーグ戦

東芝 7-5 ENEOS
東芝 2-1 三菱重工East
ENEOS 5-1 三菱重工East
東芝、ENEOSが本大会へ進出

## 東海地区

### 静岡県1次予選
- 1回戦

静岡硬式野球倶楽部 10-0 富士クラブ
焼津マリーンズ 10-8 山岸ロジスターズ
- 2回戦

静岡硬式野球倶楽部 6-5 ヤマハ発動機野球部
浜松ケイ・スポーツBC 6-4 焼津マリーンズ
- 代表決定戦

浜松ケイ・スポーツBC 9-6 静岡硬式野球倶楽部
浜松ケイ・スポーツBCが東海2次予選へ進出

### 愛知県1次予選
- 1回戦

TJクラブ 12-2 愛知ベースボール倶楽部
矢場とんブースターズ 6-5 BLITZ
- 2回戦

ジェイグループ 5-4 TJクラブ
矢場とんブースターズ 18-2 CENTRAL ARCH
- 代表決定戦

ジェイグループ 4-2 矢場とんブースターズ
ジェイグループが東海2次予選へ進出

### 岐阜・三重1次予選
- リーグ戦

三重高虎B.C 8-0 岐阜硬式野球倶楽部
岐阜硬式野球倶楽部 7-2 奥伊勢クラブ
三重高虎B.C 22-4 奥伊勢クラブ
三重高虎B.Cが東海2次予選へ進出

### 東海2次予選
- 第1代表決定トーナメント1回戦

東邦ガス 11-1 浜松ケイ・スポーツBC
王子 8-3 日本製鉄東海REX
東海理化 9-1 三重高虎B.C
西濃運輸 8-0 ジェイプロジェクト
ヤマハ 6-2 ジェイグループ
Honda鈴鹿 9-3 三菱自動車岡崎
- 第1代表決定トーナメント2回戦

JR東海 3-0 東邦ガス
東海理化 8-0 王子
トヨタ自動車 3-1 西濃運輸
ヤマハ 7-6 Honda鈴鹿
- 第1代表決定トーナメント準決勝

JR東海 6-5 東海理化
ヤマハ 3-1 トヨタ自動車
- 第1代表決定戦

ヤマハ 14-10 JR東海
（敗者復活戦）
- 第3代表決定トーナメント1回戦

日本製鉄東海REX 11-2 浜松ケイ・スポーツBC（敗退）
ジェイプロジェクト 12-0 三重高虎B.C（敗退）
三菱自動車岡崎 9-1 ジェイグループ（敗退）
- 第3代表決定トーナメント2回戦

東邦ガス 8-3 日本製鉄東海REX
ジェイプロジェクト 4-0 王子
西濃運輸 6-2 三菱自動車岡崎
- 第3代表決定トーナメント3回戦

東邦ガス 4-1 ジェイプロジェクト
Honda鈴鹿 3-1 西濃運輸
- 第2代表決定トーナメント1回戦

トヨタ自動車 6-0 東海理化
- 第2代表決定戦

JR東海 3-2 トヨタ自動車
- 第3代表決定戦

Honda鈴鹿 10-4 東邦ガス
（敗者再復活戦）
- 第6代表決定トーナメント1回戦

日本製鉄東海REX 4-2 王子
- 第6代表決定トーナメント2回戦

三菱自動車岡崎 7-2 日本製鉄東海REX
- 第4代表決定トーナメント1回戦

西濃運輸 7-0 ジェイプロジェクト
- 第6代表決定トーナメント3回戦

ジェイプロジェクト 2-0 三菱自動車岡崎
- 第4代表決定トーナメント2回戦

西濃運輸 1-0 東海理化
- 第6代表決定トーナメント4回戦

東海理化 8-1 ジェイプロジェクト
- 第4代表決定戦

トヨタ自動車 5-0 西濃運輸
- 第5代表決定戦

西濃運輸 4-3 東邦ガス
- 第6代表決定戦

東邦ガス 7-2 東海理化
ヤマハ、JR東海、Honda鈴鹿、トヨタ自動車、西濃運輸、東邦ガスが本大会へ進出

## 近畿地区

### 滋賀県1次予選
- 1回戦

全大津野球団 6-3 瀬田クラブ
- 2回戦

ルネス紅葉スポーツ柔整専門学校 3-0 全大津野球団
OBC高島 2-1 湖南ベースボールクラブ
- 代表決定戦

OBC高島 9-0 ルネス紅葉スポーツ柔整専門学校
OBC高島が京都・滋賀・奈良1次予選へ進出

### 京都府1次予選
- 1回戦

山城ベースボールクラブ 6-5 鴨沂クラブ
京都ジャスティス 不戦勝 東山クラブ
DBグラッズ 7-2 京都フルカウンツ
- 2回戦

宇治ベースボールクラブ 4-3 山城ベースボールクラブ
島津製作所 8-0 京都ジャスティス
BーBACKS 4-2 三菱自動車京都ダイヤフェニックス
京都城陽ファイアーバーズ 14-0 DBグラッズ
- 3回戦

宇治ベースボールクラブ 8-7 島津製作所
京都城陽ファイアーバーズ 8-6 BーBACKS
- 代表決定戦

京都城陽ファイアーバーズ 19-2 宇治ベースボールクラブ
京都城陽ファイアーバーズが京都・滋賀・奈良1次予選へ進出

### 奈良県1次予選
- 1回戦

NineForce 9-7 関西HANG硬式野球団
- 2回戦

大和高田クラブ 10-0 NineForce
BBCジェッツ 9-3 NARA Ambitions club
一城クラブ 4-0 奈良Friend BASEBALL CLUB
奈良Jメンテナンスクラブ 5-1 帝塚山大学OBクラブ
- 3回戦

大和高田クラブ 9-0 BBCジェッツ
奈良Jメンテナンスクラブ 10-9 一城クラブ
- 代表決定戦

大和高田クラブ 16-0 奈良Jメンテナンスクラブ
大和高田クラブが京都・滋賀・奈良1次予選へ進出

### 京都・滋賀・奈良1次予選
- リーグ戦

OBC高島 2-0 京都城陽ファイアーバーズ
大和高田クラブ 13-6 OBC高島
大和高田クラブ 14-0 京都城陽ファイアーバーズ
大和高田クラブが近畿2次予選へ進出

### 大阪・和歌山1次予選
- 1回戦

履正社学園 2-1 八尾ベースボールクラブ
- 2回戦

NSBベースボールクラブ 8-5 泉州大阪野球団
マツゲン箕島硬式野球部 4-0 履正社学園
大阪ウイング硬式野球クラブ 5-2 大阪ホークスドリーム
履正社ベースボールクラブ 3-2 関西硬式野球倶楽部
- 3回戦

マツゲン箕島硬式野球部 7-0 NSBベースボールクラブ
大阪ウイング硬式野球クラブ 不戦勝 履正社ベースボールクラブ
- 代表決定戦

マツゲン箕島硬式野球部 10-1 大阪ウイング硬式野球クラブ
マツゲン箕島硬式野球部が近畿2次予選へ進出

### 兵庫県1次予選
- 1回戦

兵庫県警硬式野球部県警桃太郎 7-0 神戸レールスターズ
神戸ビルダーズ 17-0 KC西宮
NOMOベースボールクラブ 22-1 関メディベースボール学院
ジェイエフエフシステムズ 不戦勝 YBS播磨
- 2回戦

神戸ビルダーズ 3-0 兵庫県警硬式野球部県警桃太郎
NOMOベースボールクラブ 8-1 ジェイエフエフシステムズ
- 代表決定戦

神戸ビルダーズ 3-1 NOMOベースボールクラブ
神戸ビルダーズが近畿2次予選へ進出

### 近畿2次予選
- 第1代表決定トーナメント1回戦（敗者は敗者復活戦②へ）

日本生命 4-0 神戸ビルダーズ
NTT西日本 3-2 日本新薬
パナソニック 5-4 大和高田クラブ
大阪ガス 17-1 OBC高島
日本製鉄広畑 5-0 ニチダイ
カナフレックス 6-1 マツゲン箕島硬式野球部
- 第1代表決定トーナメント2回戦

三菱重工West 1-0 日本生命
NTT西日本 1-0 パナソニック
日本製鉄広畑 2-1 大阪ガス
ミキハウス 7-2 カナフレックス
- 第1代表決定トーナメント準決勝

NTT西日本 10-3 三菱重工West
ミキハウス 4-3 日本製鉄広畑
- 第1代表決定戦

NTT西日本 7-3 ミキハウス
（敗者復活戦①）
- 第3代表決定トーナメント1回戦

日本生命 8-0 パナソニック
大阪ガス 4-2 カナフレックス
- 第3代表決定トーナメント2回戦

日本生命 2-1 大阪ガス
- 第2代表決定トーナメント1回戦

三菱重工West 6-4 日本製鉄広畑
- 第2代表決定戦

三菱重工West 3-2 ミキハウス
- 第3代表決定戦

ミキハウス 11-5 日本生命
（敗者復活戦②）
- 第4代表決定トーナメント1回戦

大和高田クラブ 5-4 神戸ビルダーズ
マツゲン箕島硬式野球部 5-4 OBC高島
- 第4代表決定トーナメント2回戦

日本新薬 1-0 大和高田クラブ
ニチダイ 2-1 マツゲン箕島硬式野球部
- 第4代表決定トーナメント3回戦

日本新薬 1-0 カナフレックス
パナソニック 3-2 ニチダイ
- 第4代表決定トーナメント4回戦

日本新薬 7-2 パナソニック
- 第5代表決定トーナメント1回戦

大阪ガス 8-0 日本製鉄広畑
- 第4代表決定戦

日本新薬 2-0 日本生命
- 第5代表決定戦

大阪ガス 2-1 日本生命
NTT西日本、三菱重工West、ミキハウス、日本新薬、大阪ガスが本大会へ進出

## 中国地区

### 広島県1次予選
- 1回戦

MSH医療専門学校 11-9 広島ベースボールクラブ
- 2回戦（代表決定戦）

伯和ビクトリーズ 7-0 MSH医療専門学校
JR西日本 21-1 広島鯉城クラブ
ツネイシブルーパイレーツ 7-0 福山ローズファイターズ
JFE西日本 17-0 三原ヤッサベースボールクラブ
- 3回戦

JR西日本 2-1 伯和ビクトリーズ
JFE西日本 4-3 ツネイシブルーパイレーツ
- 決勝

JR西日本 5-0 JFE西日本
- 敗者復活1回戦

広島鯉城クラブ 6-5 広島ベースボールクラブ
- 敗者復活2回戦

広島鯉城クラブ 4-2 三原ヤッサベースボールクラブ
福山ローズファイターズ 4-3 MSH医療専門学校
- 敗者復活代表決定戦

福山ローズファイターズ 6-0 広島鯉城クラブ
JR西日本、JFE西日本、伯和ビクトリーズ、ツネイシブルーパイレーツ、福山ローズファイターズが中国2次予選へ進出

### 山口県1次予選
- 1回戦

山口防府ベースボールクラブ 不戦勝 海上自衛隊岩国クラブ
- 2回戦（代表決定戦）

日鉄ステンレス山口シーガルズ 8-1 山口防府ベースボールクラブ
航空自衛隊防府クラブ 9-2 岩国五橋クラブ
- 代表決定戦

日鉄ステンレス山口シーガルズ 3-2 航空自衛隊防府クラブ
日鉄ステンレス山口シーガルズが中国2次予選へ進出

### 岡山・島根1次予選
- 1回戦

倉敷ピーチジャックス 9-2 MJG島根
- 2回戦（代表決定戦）

三菱自動車倉敷オーシャンズ 8-1 倉敷ピーチジャックス
シティライト岡山 11-4 ショウワコーポレーション
- 代表決定戦

シティライト岡山 6-1 三菱自動車倉敷オーシャンズ
- 敗者復活1回戦

MJG島根 4-2 ショウワコーポレーション
- 敗者復活2回戦

倉敷ピーチジャックス 6-0 MJG島根
- 敗者復活代表決定戦

三菱自動車倉敷オーシャンズ 7-0 倉敷ピーチジャックス
シティライト岡山、三菱自動車倉敷オーシャンズが中国2次予選へ進出

### 中国2次予選
- 1回戦

JR西日本 5-0 福山ローズファイターズ
伯和ビクトリーズ 7-0 ツネイシブルーパイレーツ
シティライト岡山 9-0 日鉄ステンレス山口シーガルズ
JFE西日本 3-2 三菱自動車倉敷オーシャンズ
- 準決勝

JR西日本 10-0 伯和ビクトリーズ
JFE西日本 8-3 シティライト岡山
- 第1代表決定戦

JFE西日本 8-3 JR西日本
- 敗者復活1回戦

福山ローズファイターズ 3-1 ツネイシブルーパイレーツ
三菱自動車倉敷オーシャンズ 5-3 日鉄ステンレス山口シーガルズ
- 敗者復活2回戦

シティライト岡山 7-6 伯和ビクトリーズ
三菱自動車倉敷オーシャンズ 3-2 福山ローズファイターズ
- 敗者復活3回戦

三菱自動車倉敷オーシャンズ 1-0 シティライト岡山
- 第2代表決定戦

JR西日本 2-1 三菱自動車倉敷オーシャンズ
JFE西日本、JR西日本が本大会へ進出

## 四国地区

### 1次予選
- リーグ戦

アークバリア 1-0 松山フェニックス
JR四国 8-5 四国銀行
JR四国 10-3 徳島野球倶楽部
四国銀行 7-2 アークバリア
JR四国 4-3 アークバリア
松山フェニックス 7-0 徳島野球倶楽部
四国銀行 7-4 松山フェニックス
アークバリア 7-5 徳島野球倶楽部
四国銀行 12-1 徳島野球倶楽部
JR四国 7-1 松山フェニックス
JR四国、四国銀行、アークバリア、松山フェニックスが四国2次予選へ進出

### 2次予選
- 準決勝

JR四国 7-6 松山フェニックス
四国銀行 3-2 アークバリア
- 代表決定戦

四国銀行 8-6 JR四国
四国銀行が本大会へ進出

## 九州地区

### 福岡県1次予選
- 代表決定戦

JR九州 9-0 REXパワーズ
KMGホールディングス 4-1 嘉麻市バーニングヒーローズ
苅田ビクトリーズ 10-4 沖データコンピュータ教育学院
JR九州、KMGホールディングス、苅田ビクトリーズが九州2次予選へ進出（西部ガスは1次予選免除）

### 中九州1次予選
- 1回戦

佐賀魂 6-2 鮮ど市場硬式野球部
大福ロジスティクス 8-1 九州総合スポーツカレッジ
日本製鉄大分 7-0 九州工科自動車専門学校
- 代表決定戦

Honda熊本 18-2 佐賀魂
日本製鉄大分 6-1 大福ロジスティクス
- 敗者復活1回戦

九州工科自動車専門学校 3-1 九州総合スポーツカレッジ
- 敗者復活代表決定戦

九州工科自動車専門学校 12-1 佐賀魂
大福ロジスティクス 9-7 鮮ど市場硬式野球部
Honda熊本、日本製鉄大分、九州工科自動車専門学校、大福ロジスティクスが九州2次予選へ進出

### 南九州1次予選
- 1回戦

薩摩ライジング 3-2 新海屋
- 2回戦

鹿児島ドリームウェーブ 19-18 宮崎福祉医療カレッジ
宮崎梅田学園 11-4 薩摩ライジング
- 代表決定戦

宮崎梅田学園 7-4 鹿児島ドリームウェーブ
- 敗者復活1回戦

宮崎福祉医療カレッジ 8-0 新海屋
- 敗者復活2回戦

宮崎福祉医療カレッジ 4-1 薩摩ライジング
- 敗者復活代表決定戦

宮崎福祉医療カレッジ 6-4 鹿児島ドリームウェーブ
宮崎梅田学園、宮崎福祉医療カレッジが九州2次予選へ進出

### 沖縄県1次予選
- 1回戦

シンバネットワークアーマンズベースボールクラブ 2-0 ビッグ開発ベースボールクラブ
てるクリニック 13-2 クリード安仁屋ベースボールクラブ
- 2回戦

エナジック 6-2 シンバネットワークアーマンズベースボールクラブ
沖縄電力 14-1 てるクリニック
- 代表決定戦

エナジック 8-4 沖縄電力
- 敗者復活1回戦

ビッグ開発ベースボールクラブ 6-0 てるクリニック
シンバネットワークアーマンズベースボールクラブ 10-0 クリード安仁屋ベースボールクラブ
- 敗者復活2回戦

ビッグ開発ベースボールクラブ 2-1 シンバネットワークアーマンズベースボールクラブ
- 敗者復活代表決定戦

沖縄電力 2-0 ビッグ開発ベースボールクラブ
エナジック、沖縄電力が九州2次予選へ進出（沖縄電力は会社事情により、九州2次予選出場を辞退したため、ビッグ開発ベースボールクラブが九州2次予選に出場する）

### 九州2次予選
- 1回戦

大福ロジスティクス 4-3 エナジック
ビッグ開発ベースボールクラブ 2-0 宮崎梅田学園
宮崎福祉医療カレッジ 7-1 九州工科自動車専門学校
苅田ビクトリーズ 4-3 日本製鉄大分
- 2回戦

Honda熊本 12-0 大福ロジスティクス
ビッグ開発ベースボールクラブ 10-9 KMGホールディングス
JR九州 12-1 宮崎福祉医療カレッジ
西部ガス 9-0 苅田ビクトリーズ
- 準決勝

Honda熊本 6-1 ビッグ開発ベースボールクラブ
JR九州 2-1 西部ガス
- 第1代表決定戦

Honda熊本 4-1 JR九州
- 敗者復活1回戦

エナジック 6-2 宮崎福祉医療カレッジ
宮崎梅田学園 6-3 苅田ビクトリーズ
大福ロジスティクス 3-0 九州工科自動車専門学校
KMGホールディングス 3-2 日本製鉄大分
- 敗者復活2回戦

宮崎梅田学園 7-3 エナジック
KMGホールディングス 6-0 大福ロジスティクス
- 敗者復活3回戦

宮崎梅田学園 6-0 ビッグ開発ベースボールクラブ
西部ガス 9-1 KMGホールディングス
- 敗者復活4回戦

宮崎梅田学園 2-1 西部ガス
- 第2代表決定戦

宮崎梅田学園 6-5 JR九州
Honda熊本、宮崎梅田学園が本大会へ進出